# Antares (estrella)
Antares (α Scorpii) és el quinzè estel més brillant del cel nocturn i l'objecte més brillant de la constel·lació de l'Escorpió; juntament amb Aldebaran, Spica i Regulus és un dels quatre estels més brillants situats a prop de l'eclíptica. De color vermellós distingible a ull nu, Antares és un estel variable irregular lent la lluminositat del qual varia entre una magnitud aparent de +0,6 a +1,6. Anomenat sovint "el cor de l'escorpió", és flanquejat per σ Scorpii i τ Scorpii prop del centre de la constel·lació.
Classificat com a supergegant vermella de tipus espectral M1.5Iab-Ib, la seva mida exacta roman incerta, però si fos col·locat al centre del sistema solar arribaria a ocupar fins a entre les òrbites de Mart i Júpiter. Es calcula que la seva massa és 12 vegades la del Sol. És el membre estel·lar més lluminós, massiu i evolucionat de l'Associació estel·lar d'Escorpió-Centaure, l'associació OB més propera; és membre del subgrup Alt Escorpió de l'associació, el qual conté milers d'estels amb una edat mitjana d'11 milions d'anys, situats a uns 170 parsecs (550 a.l.) de la Terra.
Antares apareix com un sol estel quan es mira a ull nu, però de fet es tracta d'un estel binari els dos components del qual s'anomenen α Scorpii A i α Scorpii B. El més brillant de la parella és la supergegant vermella, mentre que la més pàl·lida és un estel blau calent de la seqüència principal de magnitud 5,5. Orbita el component A amb un període de 878 anys; tot i ser de 5a magnitud, és difícil d'observar a causa de la resplendor d'A, però es pot veure a ull nu durant ocultacions lunars. De fet, es va descobrir durant una d'aquestes ocultacions el 13 d'abril de 1819.
El nom d'Antares deriva del grec ανταρης ('enfrontat a Ares', és a dir, enfrontat a Mart), a causa de la semblant coloració rogenca d'Antares i del planeta Mart. Aquesta coloració n'ha fet un objecte d'interès per a moltes societats al llarg de la història: molts dels antics temples egipcis es construïen amb una orientació tal que la llum d'Antares tingués un paper en les cerimònies que s'hi celebraven.

## Nomenclatura

Antares entre τ (inferior esquerre) i σ Scorpii. Antares apareix blanc en aquesta imatge d'infrarojos de color fals WISE.

α Scorpii (llatinitzat a Alpha Scorpii) és la nomenclatura de Bayer de l'estrella. Antares té la nomenclatura de Flamsteed 21 Scorpii, així com designacions de catàleg com HR 6134 al Catàleg d'Estrelles Brillants i HD 148478 al Catàleg Henry Draper. Com a font d'infrarojos destacada, apareix al catàleg Two Micron All-Sky Survey com a 2MASS J16292443-2625549 i al catàleg Sky Survey Atlas de Satèl·lit Astronòmic d'Infrarojos (IRAS) com a IRAS 16262–2619. També està catalogada com a estrella doble WDS J16294-2626 i CCDM J16294-2626. Antares és una estrella variable i figura al Catàleg General d'Estrelles Variables, però com a estrella designada per Bayer no té una designació d'estrella variable a part.
El seu nom tradicional Antares deriva del grec antic Ἀντάρης, que significa "rival d'Ares " ("oponent a-Mart"), a causa de la similitud de la seva tonalitat vermellosa amb la del planeta Mart. La comparació d'Antares amb Mart pot haver-se originat amb els primers astrònoms mesopotàmics que es considera una especulació obsoleta, perquè el nom d'aquesta estrella en l'astronomia mesopotàmica sempre ha estat "cor d'escorpí" i estava associat amb la deessa Lisin.

Alguns estudiosos han especulat que l'estrella podria haver rebut el nom d’Antar, o d'Antarah ibn Shaddad, l'heroi guerrer àrab celebrat en els poemes preislàmics Mual·laqat. No obstant això, el nom "Antares" ja es troba a la cultura grega, per exemple a l'Almagest i Tetrabiblos de Ptolemeu. El 2016, la Unió Astronòmica Internacional va organitzar un grup de treball de la Unió Astronòmica internacional per als noms d’estrelles (WGSN) per catalogar i estandarditzar els noms propis de les estrelles. El primer butlletí del WGSN de juliol de 2016 incloïa una taula dels dos primers lots de noms aprovats pel WGSN, que incloïa Antares com a l'estrella α Scorpii A. Ara s'inclou així al Catàleg de noms d'estrelles de la IAU.
Antares és visible tota la nit al voltant del 31 de maig de cada any, quan l'estrella es troba en oposició al Sol. Llavors Antares s'aixeca al capvespre i es pon a l'alba tal com es veu a l'equador.
Durant dues o tres setmanes a banda i banda del 30 de novembre, Antares no és visible al cel nocturn des de latituds mitjanes del nord, perquè està a prop de la conjunció amb el Sol. A les latituds més altes del nord, Antares només és visible a baix al sud a l'estiu. Per sobre dels 64° de latitud nord, l'estrella no s'eleva gens.
Antares és més fàcil de veure des de l'hemisferi sud a causa de la seva declinació cap al sud. A tota l'Antàrtida, l'estrella és circumpolar, ja que tot el continent es troba per sobre dels 64° de latitud S.

### Història
Es van observar variacions de velocitat radial a l'espectre d'Antares a principis del segle XX i es van fer intents per derivar òrbites espectroscòpiques. Es va fer evident que les petites variacions no podien ser degudes al moviment orbital, i en realitat van ser causades per la pulsació de l'atmosfera de l'estrella. Fins i tot el 1928, es va calcular que la mida de l'estrella havia de variar en un 20%.
Johann Tobias Bürg va informar per primera vegada que Antares tenia una estrella acompanyant durant una ocultació el 13 d'abril de 1819, encara que no va ser àmpliament acceptat i rebutjat com un possible efecte atmosfèric. Després va ser observat per l'astrònom escocès James William Grant FRSE mentre estava a l'Índia el 23 de juliol de 1844. Va ser redescoberta per Ormsby M. Mitchel el 1846, i mesurada per William Rutter Dawes l'abril de 1847.
El 1952, es va informar que Antares variava en brillantor. Es va descriure un rang de magnituds fotogràfiques de 3,00 a 3,16. La brillantor ha estat controlada per l'Associació Americana d'Observadors d'Estrelles Variables des de 1945, i s'ha classificat com una estrella variable irregular lenta LC, la magnitud aparent de la qual varia lentament entre els extrems de +0,6 i +1,6, tot i que normalment a prop de la magnitud +1,0. No hi ha una periodicitat òbvia, però les anàlisis estadístiques han suggerit períodes de 1.733 dies o 1.650±640 dies. No s'ha detectat cap període secundari llarg separat, encara que s'ha suggerit que els períodes primaris superiors als mil dies són anàlegs als períodes secundaris llargs.
La investigació publicada el 2018 va demostrar que els aborígens Ngarrindjeri del Sud d'Austràlia van observar la variabilitat d'Antares i la van incorporar a les seves tradicions orals com a Waiyungari (que significa «home vermell»).

### Ocultacions i conjuncions
Antares es troba a 4,57 graus al sud de l'eclíptica, una de les quatre estrelles de primera magnitud a 6° de l'eclíptica (les altres són Spica, Regulus i Aldebaran), de manera que pot ser ocultada per la Lluna. L'ocultació del 31 de juliol de 2009 va ser visible a gran part del sud d'Àsia i l'Orient Mitjà. Cada any al voltant del 2 de desembre el Sol passa 5° al nord d'Antares. Les ocultacions lunars d'Antares són bastant comunes, depenent del cicle de 18,6 anys dels nodes lunars. L'últim cicle va acabar l'any 2010 i el següent comença l'any 2023. A la dreta es mostra un vídeo d'un esdeveniment de reaparició, que mostra clarament els esdeveniments dels dos components.
Antares també pot ser ocultat pels planetes, per exemple Venus, però aquests esdeveniments són rars. L'última ocultació d'Antares per Venus va tenir lloc el 17 de setembre de l'any 525 aC; el proper serà el 17 de novembre de 2400. S'ha calculat que altres planetes no han ocultat Antares durant l'últim mil·lenni, ni ho faran en el mil·lenni vinent, ja que la majoria dels planetes es mantenen a prop de l'eclíptica i passen al nord d'Antares. Venus estarà molt a prop d'Antares el 19 d'octubre de 2117 i cada vuit anys després fins al 29 d'octubre de 2157 passarà al sud de l'estrella.

### Il·luminació del complex de núvols de Rho Ophiuchi
Antares il·lumina parts en primer pla del complex de núvols de Rho Ophiuchi. El núvol il·luminat de vegades s'anomena nebulosa Antares o s'identifica d'una altra manera com VdB 107, Ced 132, DG 141, LBN 1107 i Magakian 668.

## Sistema estel·lar
α Scorpii és una estrella doble que es creu que forma un sistema binari. L'òrbita millor calculada per a les estrelles encara es considera poc fiable. Descriu una òrbita gairebé circular vista gairebé de punta, amb un període de 1.218 anys i un semieix major d'uns 2,9″. Altres estimacions recents del període han anat des dels 880 anys per a una òrbita calculada, fins als 2.562 anys per a una estimació simple de les Lleis de Kepler.
Les primeres mesures de la parella van trobar que estaven a uns 3,5″ entre 1847 i 1849, o 2,5″ polzades el 1848. Les observacions més modernes donen constantment separacions al voltant de 2,6″ – 2,8″. Les variacions en la separació s'interpreten sovint com una evidència del moviment orbital, però és més probable que siguin simplement imprecisions d'observació amb molt poc moviment relatiu real entre els dos components.
La parella té una separació projectada d'unes 529 unitats astronòmiques (AU) (≈ 80 mil milions de km) a la distància estimada d'Antares, donant un valor mínim per a la distància entre elles. L'examen espectroscòpic dels estats d'energia en la sortida de matèria de l'estrella acompanyant suggereix que aquesta última supera 220 AU més enllà de la primària (uns 33.000 milions de km).

### Antares

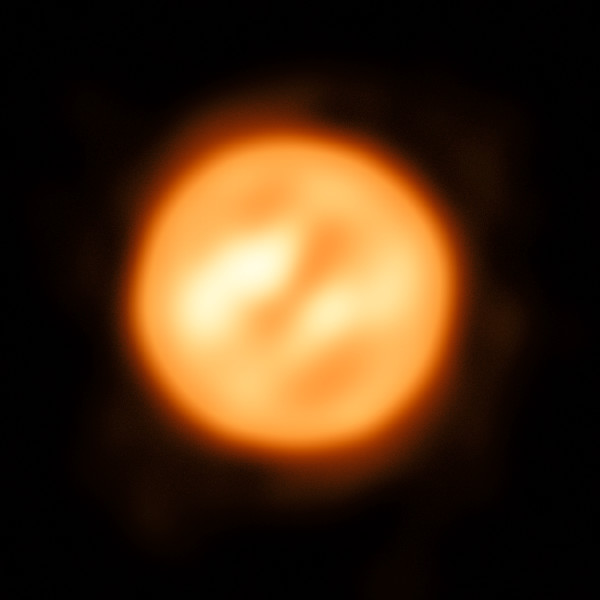
Vista reconstruïda del VLTI de la superfície d'Antares A

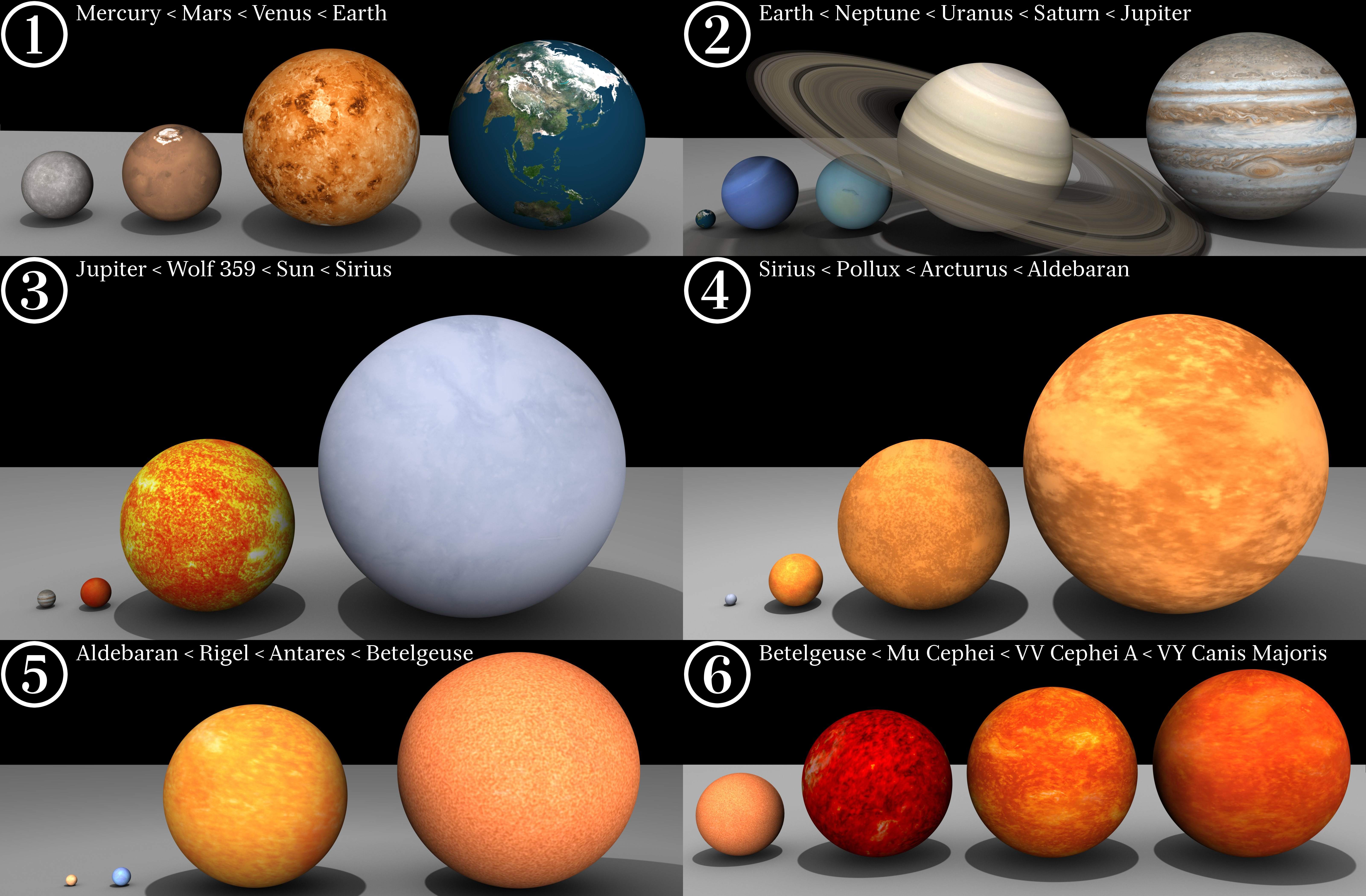
(juliol de 2008, obsolet). Mides relatives d'alguns planetes del Sistema Solar i de diverses estrelles conegudes, inclosa Antares A:

Antares és una estrella supergegant vermella amb una classificació estel·lar de M1.5Iab-Ib, i s'indica que és un estàndard espectral per a aquesta classe. A causa de la naturalesa de l'estrella, les mesures de paral·laxi derivades tenen grans errors, de manera que la distància real d'Antares és d'aproximadament 550 anys llum del Sol.
La brillantor d'Antares a longituds d'ona visuals és d'unes 10.000 vegades la del Sol, però com que l'estrella irradia una part considerable de la seva energia a la part infraroja de l'espectre, la veritable lluminositat bolomètrica és d'unes 100.000 vegades la del Sol. Hi ha un gran marge d'error assignat als valors de la lluminositat bolomètrica, normalment del 30% o més. També hi ha una variació considerable entre els valors publicats per diferents autors, per exemple 75,900 L☉ i 97,700 L☉ publicat els anys 2012 i 2013.
S'ha calculat que la massa de l'estrella és d'uns 12 M☉, o 11 a 14,3 M☉. La comparació de la temperatura efectiva i la lluminositat d'Antares amb les pistes evolutives teòriques d'estrelles massives suggereix una massa progenitora de 17 M☉ i una edat de 12 milions d'anys (MYr), o una massa inicial de 15 M☉ i una edat d'11 a 15 MYr. S'espera que estrelles massives com Antares explotin com a supernoves.

Comparació entre la supergegant vermella Antares i el Sol, que es mostra com el petit punt cap a la part superior dreta

Com la majoria de supergegants genials, la mida d'Antares té molta incertesa a causa de la naturalesa tènue i translúcida de les regions exteriors esteses de l'estrella. Definir una temperatura efectiva és difícil a causa de les línies espectrals que es generen a diferents profunditats de l'atmosfera, i les mesures lineals produeixen resultats diferents segons la longitud d'ona observada. A més, sembla que Antares pulsa, variant el seu radi un 19%. També varia de temperatura en 150 K, amb un retard de 70 dies enrere dels canvis de velocitat radial que probablement són causats per les pulsacions.
El diàmetre d'Antares es pot mesurar amb més precisió mitjançant interferometria o observant esdeveniments d'ocultació lunar. S'ha publicat un diàmetre aparent de les ocultacions de 41,3 ± 0,1 mil·lisegons d'arc. La interferometria permet la síntesi d'una visió del disc estel·lar, que després es representa com un disc enfosquit per les extremitats envoltat d'una atmosfera estesa. El diàmetre del disc enfosquit per les extremitats es va mesurar com a 37,38±0,06 milliarcseconds el 2009 i 37,31±0,09 milliarcseconds el 2010. El radi lineal de l'estrella es pot calcular a partir del seu diàmetre angular i distància. Tanmateix, la distància a Antares no es coneix amb la mateixa precisió que les mesures modernes del seu diàmetre.
La Paral·laxi trigonomètrica del satèl·lit Hipparcos de 5,89±1,00 mas condueix a un radi d'uns 680 R☉. Estimacions de radis més antigues que superen 850 R☉ es va derivar de mesures més antigues del diàmetre, però és probable que aquestes mesures hagin estat afectades per l'asimetria de l'atmosfera i l'estret rang de longituds d'ona infraroja observades; Antares té una closca estesa que irradia fortament a aquestes longituds d'ona particulars. Malgrat la seva gran mida en comparació amb el Sol, Antares és eclipsat per supergegants vermelles encara més grans, com ara VY Canis Majoris o VV Cephei A i Mu Cephei.
Antares, com la supergegant vermella Betelgeuse de mida similar a la constel·lació d'Orió, gairebé segur que explotarà com una supernova, probablement d'aquí 1 a 1,4 milions d'anys. Durant uns mesos, la supernova Antares podria ser tan brillant com la lluna plena i ser visible durant el dia.

### Antares B
Antares B és una estrella de seqüència principal de tipus B de magnitud 5,5 de tipus espectral B2,5V; també té nombroses línies espectrals inusuals que suggereixen que ha estat contaminada per la matèria expulsada per Antares. Se suposa que és una estrella de la seqüència principal B primerenca relativament normal amb una massa al voltant de 7 M☉, una temperatura al voltant dels 18.500 K, i un radi d'uns 5 R☉.
L'Antares B normalment és difícil de veure en telescopis petits a causa de l'enlluernament d'Antares, però de vegades es pot veure en obertures de més de 150 mm. Sovint es descriu com a verd, però probablement és un efecte contrast, o el resultat de la barreja de llum de les dues estrelles quan es veuen juntes a través d'un telescopi i estan massa a prop per resoldre's completament. Antares B de vegades es pot observar amb un petit telescopi durant uns segons durant les ocultacions lunars mentre Antares està amagat per la Lluna. Antares B apareix d'un color blau profund o verd blavós, en contrast amb l'Antares vermell ataronjat.

## Etimologia i mitologia

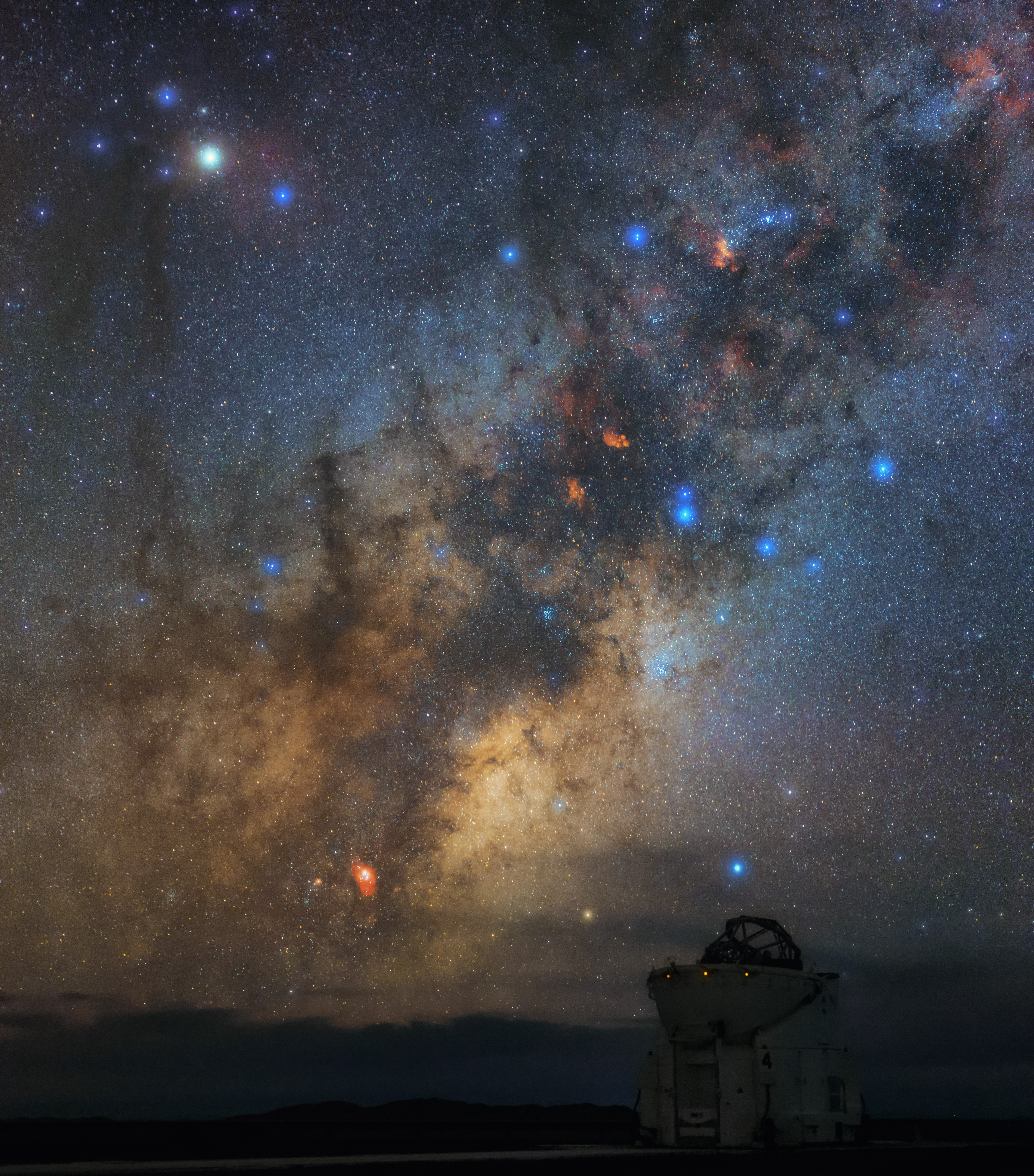
Antares vist des de terra. L'estrella molt brillant cap a la cantonada superior esquerra del marc és Antares.

En els catàlegs d'estrelles babilònics que daten almenys de l'any 1100 aC, Antares es deia GABA GIR. TAB, "el pit de l'escorpí". En MUL. APIN, que data entre el 1100 i el 700 aC, és una de les estrelles d'Ea al cel del sud i denota el pit de la deessa Escorpí Ishhara. Els noms posteriors que es tradueixen com "el cor de l'escorpí" inclouen Calbalakrab de l'àrab قَلْبُ ٱلْعَقْرَبِ [Qalb al-Άqrab] Error: {{Transliteration}}: transliteration text not Latin script (pos 9: Ά) (ajuda). Això s'havia traduït directament del grec antic Καρδία Σκορπίου Kardia Skorpiū. Cor Scorpii era un calc del nom grec traduït en llatí.
A l'antiga Mesopotàmia, Antares podria haver estat conegut amb diversos noms: Urbat, Bilu-sha-ziri ("el Senyor de la Llavor"), Kak-shisa ("el creador de la prosperitat"), Dar Lugal ("El rei"), Masu Sar ("l'heroi i el rei") i Kakkab Bir ("l'estrella vermella"). A l'antic Egipte, Antares representava la deessa escorpí Serket (i era el símbol d'Isis en les cerimònies piramidals). Es deia tms n hntt "el vermell de la proa".
A Pèrsia Antares era conegut com Satevis, una de les quatre "estrelles reials". A l'Índia, amb σ Scorpii i τ Scorpii eren Jyeshthā (el més gran o més gran, probablement atribuint la seva enorme mida), un dels nakshatra (mansions lunars hindúes).
Els antics xinesos anomenaven Antares 心宿二 (Xīnxiù'èr, "segona estrella del Cor"), perquè era la segona estrella de la mansió Xin (心). Va ser l'estrella nacional de la dinastia Shang, i de vegades es coneixia com (xinès: 火星) pel seu aspecte vermellós.
Els maoris de Nova Zelanda anomenen Antares Rēhua i el consideren el cap de totes les estrelles. Rēhua és pare de Puanga /Puaka (Rigel), una estrella important en el càlcul del calendari maori. El poble Wotjobaluk Koori de Victòria, Austràlia, coneixia Antares com a Djuit, fill de Marpean-kurrk (Arcturus); les estrelles de cada costat representaven les seves dones. Els Kulin Kooris van veure en Antares (Balayang) com el germà de Bunjil (Altair).

## En la cultura
Antares apareix a la bandera del Brasil, que mostra 27 estrelles, cadascuna representant una unitat federada del Brasil. Antares representa l'estat del Piauí.
L'Automòbil conceptual Oldsmobile Antares de 1995 porta el nom de l'estrella.